# 東京都小学校一覧
東京都小学校一覧（とうきょうとしょうがっこういちらん）は、現存する東京都の小学校および義務教育学校（小中一貫校の前期課程）の一覧。

## 国立小学校
- 東京学芸大学附属世田谷小学校
- 東京学芸大学附属小金井小学校
- 東京学芸大学附属竹早小学校
- 東京学芸大学附属大泉小学校
- お茶の水女子大学附属小学校
- 筑波大学附属小学校

## 公立小学校・義務教育学校

### 都立小学校

#### 多摩地域

##### 立川市
- 東京都立立川国際中等教育学校附属小学校

### 区市町村立小学校・義務教育学校

#### 特別区

##### 千代田区
- 千代田区立麹町小学校
- 千代田区立九段小学校
- 千代田区立番町小学校
- 千代田区立富士見小学校
- 千代田区立お茶の水小学校
- 千代田区立千代田小学校
- 千代田区立昌平小学校
- 千代田区立和泉小学校

##### 中央区
- 中央区立常盤小学校
- 中央区立日本橋小学校
- 中央区立有馬小学校
- 中央区立久松小学校
- 中央区立阪本小学校
- 中央区立城東小学校
- 中央区立泰明小学校
- 中央区立中央小学校
- 中央区立明石小学校
- 中央区立京橋築地小学校
- 中央区立明正小学校
- 中央区立佃島小学校
- 中央区立月島第一小学校
- 中央区立月島第二小学校
- 中央区立月島第三小学校
- 中央区立豊海小学校

##### 港区
- 港区立芝小学校
- 港区立赤羽小学校
- 港区立芝浦小学校
- 港区立高輪台小学校
- 港区立白金小学校
- 港区立港南小学校
- 港区立麻布小学校
- 港区立南山小学校
- 港区立本村小学校
- 港区立笄小学校
- 港区立東町小学校
- 港区立青山小学校
- 港区立青南小学校
- 港区立御成門小学校
- 港区立赤坂小学校
- 港区立お台場学園
- 港区立御田小学校
- 港区立白金の丘小学校
- 港区立芝浜小学校

##### 新宿区
- 新宿区立愛日小学校
- 新宿区立市谷小学校
- 新宿区立牛込仲之小学校
- 新宿区立江戸川小学校
- 新宿区立大久保小学校
- 新宿区立落合第一小学校
- 新宿区立落合第二小学校
- 新宿区立落合第三小学校
- 新宿区立落合第四小学校
- 新宿区立落合第五小学校
- 新宿区立落合第六小学校
- 新宿区立柏木小学校
- 新宿区立津久戸小学校
- 新宿区立鶴巻小学校
- 新宿区立天神小学校
- 新宿区立富久小学校
- 新宿区立戸山小学校
- 新宿区立戸塚第一小学校
- 新宿区立戸塚第二小学校
- 新宿区立戸塚第三小学校
- 新宿区立西新宿小学校
- 新宿区立西戸山小学校
- 新宿区立花園小学校
- 新宿区立東戸山小学校
- 新宿区立四谷小学校
- 新宿区立四谷第六小学校
- 新宿区立余丁町小学校
- 新宿区立淀橋第四小学校
- 新宿区立早稲田小学校

##### 文京区
- 文京区立青柳小学校
- 文京区立大塚小学校
- 文京区立駕籠町小学校
- 文京区立金富小学校
- 文京区立窪町小学校
- 文京区立小日向台町小学校
- 文京区立駒本小学校
- 文京区立指ケ谷小学校
- 文京区立汐見小学校
- 文京区立昭和小学校
- 文京区立誠之小学校
- 文京区立関口台町小学校
- 文京区立千駄木小学校
- 文京区立根津小学校
- 文京区立林町小学校
- 文京区立本郷小学校
- 文京区立明化小学校
- 文京区立柳町小学校
- 文京区立湯島小学校
- 文京区立礫川小学校

##### 台東区
- 台東区立上野小学校
- 台東区立平成小学校
- 台東区立根岸小学校
- 台東区立東泉小学校
- 台東区立忍岡小学校
- 台東区立谷中小学校
- 台東区立金曽木小学校
- 台東区立黒門小学校
- 台東区立大正小学校
- 台東区立浅草小学校
- 台東区立台東育英小学校
- 台東区立蔵前小学校
- 台東区立東浅草小学校
- 台東区立富士小学校
- 台東区立松葉小学校
- 台東区立千束小学校
- 台東区立石浜小学校
- 台東区立田原小学校
- 台東区立金竜小学校

##### 墨田区
- 墨田区立緑小学校
- 墨田区立外手小学校
- 墨田区立二葉小学校
- 墨田区立錦糸小学校
- 墨田区立中和小学校
- 墨田区立言問小学校
- 墨田区立小梅小学校
- 墨田区立柳島小学校
- 墨田区立業平小学校
- 墨田区立両国小学校
- 墨田区立横川小学校
- 墨田区立菊川小学校
- 墨田区立立花吾嬬の森小学校
- 墨田区立第三吾嬬小学校
- 墨田区立第四吾嬬小学校
- 墨田区立第一寺島小学校
- 墨田区立第二寺島小学校
- 墨田区立第三寺島小学校
- 墨田区立曳舟小学校
- 墨田区立梅若小学校
- 墨田区立中川小学校
- 墨田区立東吾嬬小学校
- 墨田区立押上小学校
- 墨田区立八広小学校
- 墨田区立隅田小学校

##### 江東区
- 江東区立明治小学校
- 江東区立深川小学校
- 江東区立八名川小学校
- 江東区立臨海小学校
- 江東区立越中島小学校
- 江東区立数矢小学校
- 江東区立平久小学校
- 江東区立東陽小学校
- 江東区立南陽小学校
- 江東区立川南小学校
- 江東区立扇橋小学校
- 江東区立元加賀小学校
- 江東区立毛利小学校
- 江東区立東川小学校
- 江東区立豊洲小学校
- 江東区立豊洲北小学校
- 江東区立豊洲西小学校
- 江東区立東雲小学校
- 江東区立枝川小学校
- 江東区立辰巳小学校
- 江東区立第二辰巳小学校
- 江東区立第一亀戸小学校
- 江東区立第二亀戸小学校
- 江東区立香取小学校
- 江東区立浅間竪川小学校
- 江東区立水神小学校
- 江東区立第一大島小学校
- 江東区立第二大島小学校
- 江東区立第三大島小学校
- 江東区立第四大島小学校
- 江東区立第五大島小学校
- 江東区立大島南央小学校
- 江東区立砂町小学校
- 江東区立第二砂町小学校
- 江東区立第三砂町小学校
- 江東区立第四砂町小学校
- 江東区立第五砂町小学校
- 江東区立第六砂町小学校
- 江東区立第七砂町小学校
- 江東区立小名木川小学校
- 江東区立東砂小学校
- 江東区立北砂小学校
- 江東区立南砂小学校
- 江東区立亀高小学校
- 江東区立有明小学校
- 江東区立有明西学園（義務教育学校）

##### 品川区
- 品川区立城南小学校
- 品川区立浅間台小学校
- 品川区立三木小学校
- 品川区立御殿山小学校
- 品川区立城南第二小学校
- 品川区立第一日野小学校
- 品川区立芳水小学校
- 品川区立第三日野小学校
- 品川区立第四日野小学校
- 品川区立大井第一小学校
- 品川区立鮫浜小学校
- 品川区立山中小学校
- 品川区立立会小学校
- 品川区立浜川小学校
- 品川区立伊藤小学校
- 品川区立台場小学校
- 品川区立鈴ヶ森小学校
- 品川区立京陽小学校
- 品川区立延山小学校
- 品川区立中延小学校
- 品川区立小山小学校
- 品川区立大原小学校
- 品川区立宮前小学校
- 品川区立源氏前小学校
- 品川区立第二延山小学校
- 品川区立後地小学校
- 品川区立戸越小学校
- 品川区立旗台小学校
- 品川区立上神明小学校
- 品川区立清水台小学校
- 品川区立小山台小学校
- 品川区立日野学園（義務教育学校）
- 品川区立伊藤学園（義務教育学校）
- 品川区立八潮学園（義務教育学校）
- 品川区立荏原平塚学園（義務教育学校）
- 品川区立品川学園（義務教育学校）
- 品川区立豊葉の杜学園（義務教育学校）

##### 目黒区
- 目黒区立八雲小学校
- 目黒区立菅刈小学校
- 目黒区立下目黒小学校
- 目黒区立碑小学校
- 目黒区立中目黒小学校
- 目黒区立油面小学校
- 目黒区立大岡山小学校
- 目黒区立烏森小学校
- 目黒区立向原小学校
- 目黒区立五本木小学校
- 目黒区立鷹番小学校
- 目黒区立田道小学校
- 目黒区立月光原小学校
- 目黒区立駒場小学校
- 目黒区立緑ヶ丘小学校
- 目黒区立原町小学校
- 目黒区立不動小学校
- 目黒区立上目黒小学校
- 目黒区立東根小学校
- 目黒区立中根小学校
- 目黒区立宮前小学校
- 目黒区立東山小学校

##### 大田区
- 大田区立入新井第一小学校
- 大田区立入新井第二小学校
- 大田区立山王小学校
- 大田区立入新井第四小学校
- 大田区立入新井第五小学校
- 大田区立大森第一小学校
- 大田区立開桜小学校
- 大田区立大森第三小学校
- 大田区立大森第四小学校
- 大田区立大森第五小学校
- 大田区立大森東小学校
- 大田区立中富小学校
- 大田区立馬込小学校
- 大田区立馬込第二小学校
- 大田区立馬込第三小学校
- 大田区立梅田小学校
- 大田区立池上小学校
- 大田区立池上第二小学校
- 大田区立徳持小学校
- 大田区立東調布第一小学校
- 大田区立田園調布小学校
- 大田区立調布大塚小学校
- 大田区立東調布第三小学校
- 大田区立嶺町小学校
- 大田区立千鳥小学校
- 大田区立久原小学校
- 大田区立松仙小学校
- 大田区立池雪小学校
- 大田区立小池小学校
- 大田区立雪谷小学校
- 大田区立洗足池小学校
- 大田区立赤松小学校
- 大田区立清水窪小学校
- 大田区立糀谷小学校
- 大田区立東糀谷小学校
- 大田区立北糀谷小学校
- 大田区立羽田小学校
- 大田区立都南小学校
- 大田区立萩中小学校
- 大田区立中萩中小学校
- 大田区立出雲小学校
- 大田区立六郷小学校
- 大田区立西六郷小学校
- 大田区立高畑小学校
- 大田区立仲六郷小学校
- 大田区立志茂田小学校
- 大田区立東六郷小学校
- 大田区立南六郷小学校
- 大田区立矢口小学校
- 大田区立矢口西小学校
- 大田区立多摩川小学校
- 大田区立相生小学校
- 大田区立矢口東小学校
- 大田区立おなづか小学校
- 大田区立道塚小学校
- 大田区立蓮沼小学校
- 大田区立蒲田小学校
- 大田区立南蒲小学校
- 大田区立新宿小学校
- 大田区立北蒲小学校
- 大田区立東蒲小学校

##### 世田谷区
- 世田谷区立若林小学校
- 世田谷区立三宿小学校
- 世田谷区立下北沢小学校
- 世田谷区立太子堂小学校
- 世田谷区立桜小学校
- 世田谷区立桜丘小学校
- 世田谷区立代沢小学校
- 世田谷区立多聞小学校
- 世田谷区立世田谷小学校
- 世田谷区立松沢小学校
- 世田谷区立駒沢小学校
- 世田谷区立旭小学校
- 世田谷区立中里小学校
- 世田谷区立松原小学校
- 世田谷区立上北沢小学校
- 世田谷区立駒繋小学校
- 世田谷区立池之上小学校
- 世田谷区立経堂小学校
- 世田谷区立弦巻小学校
- 世田谷区立山崎小学校
- 世田谷区立中丸小学校
- 世田谷区立代田小学校
- 世田谷区立三軒茶屋小学校
- 世田谷区立赤堤小学校
- 世田谷区立松丘小学校
- 世田谷区立池尻小学校
- 世田谷区立笹原小学校
- 世田谷区立城山小学校
- 世田谷区立深沢小学校
- 世田谷区立玉川小学校
- 世田谷区立京西小学校
- 世田谷区立二子玉川小学校
- 世田谷区立八幡小学校
- 世田谷区立奥沢小学校
- 世田谷区立尾山台小学校
- 世田谷区立東深沢小学校
- 世田谷区立東玉川小学校
- 世田谷区立桜町小学校
- 世田谷区立九品仏小学校
- 世田谷区立瀬田小学校
- 世田谷区立等々力小学校
- 世田谷区立用賀小学校
- 世田谷区立中町小学校
- 世田谷区立玉堤小学校
- 世田谷区立烏山小学校
- 世田谷区立塚戸小学校
- 世田谷区立祖師谷小学校
- 世田谷区立砧小学校
- 世田谷区立明正小学校
- 世田谷区立烏山北小学校
- 世田谷区立八幡山小学校
- 世田谷区立芦花小学校
- 世田谷区立船橋小学校
- 世田谷区立砧南小学校
- 世田谷区立給田小学校
- 世田谷区立山野小学校
- 世田谷区立千歳小学校
- 世田谷区立喜多見小学校
- 世田谷区立武蔵丘小学校
- 世田谷区立希望丘小学校
- 世田谷区立千歳台小学校

##### 渋谷区
- 渋谷区立臨川小学校
- 渋谷区立長谷戸小学校
- 渋谷区立広尾小学校
- 渋谷区立猿楽小学校
- 渋谷区立加計塚小学校
- 渋谷区立常磐松小学校
- 渋谷区立幡代小学校
- 渋谷区立上原小学校
- 渋谷区立笹塚小学校
- 渋谷区立西原小学校
- 渋谷区立富谷小学校
- 渋谷区立中幡小学校
- 渋谷区立千駄谷小学校
- 渋谷区立鳩森小学校
- 渋谷区立神宮前小学校
- 渋谷区立神南小学校
- 渋谷区立渋谷本町学園
- 渋谷区立代々木山谷小学校

##### 中野区
- 中野区立上鷺宮小学校
- 中野区立西中野小学校
- 中野区立武蔵台小学校
- 中野区立令和小学校
- 中野区立白桜小学校
- 中野区立桃花小学校
- 中野区立南台小学校
- 中野区立みなみの小学校
- 中野区立緑野小学校
- 中野区立江原小学校
- 中野区立美鳩小学校
- 中野区立北原小学校
- 中野区立啓明小学校
- 中野区立鷺宮小学校
- 中野区立江古田小学校
- 中野区立平和の森小学校
- 中野区立中野本郷小学校
- 中野区立谷戸小学校
- 中野区立塔山小学校
- 中野区立桃園第二小学校
- 中野区立中野第一小学校

##### 杉並区
- 杉並区立杉並第一小学校
- 杉並区立杉並第二小学校
- 杉並区立杉並第三小学校
- 杉並区立高円寺小学校
- 杉並区立天沼小学校
- 杉並区立杉並第六小学校
- 杉並区立杉並第七小学校
- 杉並区立杉並第九小学校
- 杉並区立杉並第十小学校
- 杉並区立西田小学校
- 杉並区立東田小学校
- 杉並区立馬橋小学校
- 杉並区立桃井第一小学校
- 杉並区立桃井第二小学校
- 杉並区立桃井第三小学校
- 杉並区立桃井第四小学校
- 杉並区立桃井第五小学校
- 杉並区立四宮小学校
- 杉並区立荻窪小学校
- 杉並区立井荻小学校
- 杉並区立沓掛小学校
- 杉並区立高井戸小学校
- 杉並区立高井戸第二小学校
- 杉並区立高井戸第三小学校
- 杉並区立高井戸第四小学校
- 杉並区立松庵小学校
- 杉並区立浜田山小学校
- 杉並区立富士見丘小学校
- 杉並区立大宮小学校
- 杉並区立堀之内小学校
- 杉並区立和田小学校
- 杉並区立方南小学校
- 杉並区立永福小学校
- 杉並区立済美小学校
- 杉並区立八成小学校
- 杉並区立三谷小学校
- 杉並区立松ノ木小学校
- 杉並区立新泉和泉小学校
- 杉並区立高井戸東小学校
- 杉並区立久我山小学校

##### 豊島区
- 豊島区立朝日小学校
- 豊島区立池袋小学校
- 豊島区立池袋第一小学校
- 豊島区立池袋本町小学校
- 豊島区立池袋第三小学校
- 豊島区立要小学校
- 豊島区立仰高小学校
- 豊島区立高南小学校
- 豊島区立駒込小学校
- 豊島区立さくら小学校
- 豊島区立椎名町小学校
- 豊島区立巣鴨小学校
- 豊島区立清和小学校
- 豊島区立高松小学校
- 豊島区立千早小学校
- 豊島区立長崎小学校
- 豊島区立西巣鴨小学校
- 豊島区立富士見台小学校
- 豊島区立豊成小学校
- 豊島区立朋有小学校
- 豊島区立南池袋小学校
- 豊島区立目白小学校

##### 北区
- 北区立東十条小学校
- 北区立王子小学校
- 北区立神谷小学校
- 北区立なでしこ小学校
- 北区立浮間小学校
- 北区立西浮間小学校
- 北区立袋小学校
- 北区立西が丘小学校
- 北区立王子第一小学校
- 北区立王子第二小学校
- 北区立王子第三小学校
- 北区立王子第五小学校
- 北区立十条小学校
- 北区立豊川小学校
- 北区立堀船小学校
- 北区立柳田小学校
- 北区立としま若葉小学校
- 北区立赤羽小学校
- 北区立岩淵小学校
- 北区立第四岩淵小学校
- 北区立梅木小学校
- 北区立稲田小学校
- 北区立桐ケ丘郷小学校
- 北区立八幡小学校
- 北区立赤羽台西小学校
- 北区立滝野川小学校
- 北区立田端小学校
- 北区立滝野川第二小学校
- 北区立滝野川第三小学校
- 北区立滝野川第四小学校
- 北区立滝野川第五小学校
- 北区立西ヶ原小学校
- 北区立谷端小学校
- 北区立滝野川もみじ小学校

##### 荒川区
- 荒川区立瑞光小学校
- 荒川区立第二瑞光小学校
- 荒川区立第三瑞光小学校（wikidata）
- 荒川区立第六瑞光小学校
- 荒川区立汐入小学校
- 荒川区立峡田小学校
- 荒川区立第二峡田小学校
- 荒川区立第三峡田小学校
- 荒川区立第四峡田小学校
- 荒川区立第五峡田小学校
- 荒川区立第七峡田小学校
- 荒川区立第九峡田小学校
- 荒川区立尾久小学校
- 荒川区立尾久西小学校
- 荒川区立尾久第六小学校
- 荒川区立赤土小学校
- 荒川区立大門小学校
- 荒川区立尾久宮前小学校
- 荒川区立第一日暮里小学校
- 荒川区立第二日暮里小学校
- 荒川区立第三日暮里小学校
- 荒川区立第六日暮里小学校
- 荒川区立ひぐらし小学校
- 荒川区立汐入東小学校

##### 板橋区
- 板橋区立志村小学校
- 板橋区立志村第一小学校
- 板橋区立志村第二小学校
- 板橋区立志村第三小学校
- 板橋区立志村第四小学校
- 板橋区立志村第五小学校
- 板橋区立志村第六小学校
- 板橋区立前野小学校
- 板橋区立中台小学校
- 板橋区立舟渡小学校
- 板橋区立新河岸小学校
- 板橋区立富士見台小学校
- 板橋区立蓮根小学校
- 板橋区立蓮根第二小学校
- 板橋区立志村坂下小学校
- 板橋区立北前野小学校
- 板橋区立緑小学校
- 板橋区立若木小学校
- 板橋区立板橋第一小学校
- 板橋区立板橋第二小学校
- 板橋区立板橋第四小学校
- 板橋区立板橋第五小学校
- 板橋区立板橋第六小学校
- 板橋区立板橋第七小学校
- 板橋区立板橋第八小学校
- 板橋区立板橋第十小学校
- 板橋区立金沢小学校
- 板橋区立中根橋小学校
- 板橋区立加賀小学校
- 板橋区立上板橋小学校
- 板橋区立上板橋第二小学校
- 板橋区立上板橋第四小学校
- 板橋区立常盤台小学校
- 板橋区立桜川小学校
- 板橋区立弥生小学校
- 板橋区立大谷口小学校
- 板橋区立向原小学校
- 板橋区立赤塚小学校
- 板橋区立成増小学校
- 板橋区立赤塚新町小学校
- 板橋区立紅梅小学校
- 板橋区立北野小学校
- 板橋区立成増ケ丘小学校
- 板橋区立下赤塚小学校
- 板橋区立徳丸小学校
- 板橋区立三園小学校
- 板橋区立高島第一小学校
- 板橋区立高島第二小学校
- 板橋区立高島第三小学校
- 板橋区立高島第五小学校
- 板橋区立高島第六小学校

##### 練馬区
- 練馬区立旭丘小学校
- 練馬区立旭町小学校
- 練馬区立大泉小学校
- 練馬区立大泉第一小学校
- 練馬区立大泉第二小学校
- 練馬区立大泉第三小学校
- 練馬区立大泉第四小学校
- 練馬区立大泉第六小学校
- 練馬区立大泉北小学校
- 練馬区立大泉西小学校
- 練馬区立大泉東小学校
- 練馬区立大泉南小学校
- 練馬区立大泉学園小学校
- 練馬区立大泉学園桜小学校
- 練馬区立大泉学園緑小学校
- 練馬区立開進第一小学校
- 練馬区立開進第二小学校
- 練馬区立開進第三小学校
- 練馬区立開進第四小学校
- 練馬区立春日小学校
- 練馬区立北原小学校
- 練馬区立北町小学校
- 練馬区立北町西小学校
- 練馬区立向山小学校
- 練馬区立光和小学校
- 練馬区立小竹小学校
- 練馬区立上石神井小学校
- 練馬区立上石神井北小学校
- 練馬区立下石神井小学校
- 練馬区立石神井小学校
- 練馬区立石神井東小学校
- 練馬区立石神井西小学校
- 練馬区立石神井台小学校
- 練馬区立関町小学校
- 練馬区立関町北小学校
- 練馬区立泉新小学校
- 練馬区立高松小学校
- 練馬区立田柄小学校
- 練馬区立田柄第二小学校
- 練馬区立立野小学校
- 練馬区立豊玉小学校
- 練馬区立豊玉第二小学校
- 練馬区立豊玉東小学校
- 練馬区立豊玉南小学校
- 練馬区立仲町小学校
- 練馬区立中村小学校
- 練馬区立中村西小学校
- 練馬区立練馬小学校
- 練馬区立練馬第二小学校
- 練馬区立練馬第三小学校
- 練馬区立練馬東小学校
- 練馬区立橋戸小学校
- 練馬区立早宮小学校
- 練馬区立光が丘四季の香小学校
- 練馬区立光が丘春の風小学校
- 練馬区立光が丘夏の雲小学校
- 練馬区立光が丘秋の陽小学校
- 練馬区立光が丘第八小学校
- 練馬区立富士見台小学校
- 練馬区立豊渓小学校
- 練馬区立南が丘小学校
- 練馬区立南田中小学校
- 練馬区立南町小学校
- 練馬区立八坂小学校
- 練馬区立谷原小学校

##### 足立区
- 足立区立青井小学校
- 足立区立足立入谷小学校
- 足立区立綾瀬小学校
- 足立区立伊興小学校
- 足立区立梅島小学校
- 足立区立梅島第一小学校
- 足立区立梅島第二小学校
- 足立区立桜花小学校
- 足立区立扇小学校
- 足立区立大谷田小学校
- 足立区立興本扇学園興本小学校
- 足立区立加平小学校
- 足立区立鹿浜五色桜小学校
- 足立区立亀田小学校
- 足立区立北三谷小学校
- 足立区立栗島小学校
- 足立区立栗原北小学校
- 足立区立栗原小学校
- 足立区立弘道小学校
- 足立区立弘道第一小学校
- 足立区立江北小学校
- 足立区立古千谷小学校
- 足立区立五反野小学校
- 足立区立皿沼小学校
- 足立区立鹿浜五色桜小学校
- 足立区立鹿浜第一小学校
- 足立区立鹿浜未来小学校
- 足立区立島根小学校
- 足立区立新田小学校
- 足立区立関原小学校
- 足立区立千寿桜小学校
- 足立区立千寿小学校
- 足立区立千寿常東小学校
- 足立区立千寿第五小学校
- 足立区立千寿第八小学校
- 足立区立千寿双葉小学校
- 足立区立千寿本町小学校
- 足立区立竹の塚小学校
- 足立区立辰沼小学校
- 足立区立寺地小学校
- 足立区立舎人小学校
- 足立区立舎人第一小学校
- 足立区立中川北小学校
- 足立区立中川小学校
- 足立区立中川東小学校
- 足立区立中島根小学校
- 足立区立長門小学校
- 足立区立西新井小学校
- 足立区立西新井第一小学校
- 足立区立西新井第二小学校
- 足立区立西伊興小学校
- 足立区立西保木間小学校
- 足立区立花畑小学校
- 足立区立花畑第一小学校
- 足立区立花畑西小学校
- 足立区立花保小学校
- 足立区立東綾瀬小学校
- 足立区立東伊興小学校
- 足立区立東加平小学校
- 足立区立東栗原小学校
- 足立区立東渕江小学校
- 足立区立平野小学校
- 足立区立渕江小学校
- 足立区立渕江第一小学校
- 足立区立保木間小学校
- 足立区立宮城小学校
- 足立区立六木小学校
- 足立区立本木小学校
- 足立区立弥生小学校

##### 葛飾区
- 葛飾区立青戸小学校
- 葛飾区立飯塚小学校
- 葛飾区立梅田小学校
- 葛飾区立奥戸小学校
- 葛飾区立葛飾小学校
- 葛飾区立金町小学校
- 葛飾区立鎌倉小学校
- 葛飾区立上小松小学校
- 葛飾区立上千葉小学校
- 葛飾区立上平井小学校
- 葛飾区立亀青小学校
- 葛飾区立川端小学校
- 葛飾区立北野小学校
- 葛飾区立幸田小学校
- 葛飾区立こすげ小学校
- 葛飾区立小松南小学校
- 葛飾区立柴原小学校
- 葛飾区立柴又小学校
- 葛飾区立白鳥小学校
- 葛飾区立末広小学校
- 葛飾区立住吉小学校
- 葛飾区立清和小学校
- 葛飾区立中青戸小学校
- 葛飾区立中之台小学校
- 葛飾区立新宿小学校
- 葛飾区立西亀有小学校
- 葛飾区立西小菅小学校
- 葛飾区立花の木小学校
- 葛飾区立原田小学校
- 葛飾区立半田小学校
- 葛飾区立東綾瀬小学校
- 葛飾区立東金町小学校
- 葛飾区立東柴又小学校
- 葛飾区立東水元小学校
- 葛飾区立東四つ木小学校
- 葛飾区立二上小学校
- 葛飾区立宝木塚小学校
- 葛飾区立細田小学校
- 葛飾区立堀切小学校
- 葛飾区立本田小学校
- 葛飾区立松上小学校
- 葛飾区立水元小学校
- 葛飾区立道上小学校
- 葛飾区立南綾瀬小学校
- 葛飾区立南奥戸小学校
- 葛飾区立よつぎ小学校
- 葛飾区立綾南小学校
- 葛飾区立高砂けやき学園
（義務教育学校）

##### 江戸川区
- 江戸川区立小松川小学校
- 江戸川区立小松川第二小学校
- 江戸川区立平井小学校
- 江戸川区立平井西小学校
- 江戸川区立平井東小学校
- 江戸川区立平井南小学校
- 江戸川区立松江小学校
- 江戸川区立第三松江小学校
- 江戸川区立西一之江小学校
- 江戸川区立西小松川小学校
- 江戸川区立大杉小学校
- 江戸川区立大杉第二小学校
- 江戸川区立大杉東小学校
- 江戸川区立東小松川小学校
- 江戸川区立船堀小学校
- 江戸川区立船堀第二小学校
- 江戸川区立二之江小学校
- 江戸川区立二之江第二小学校
- 江戸川区立葛西小学校
- 江戸川区立第二葛西小学校
- 江戸川区立第三葛西小学校
- 江戸川区立第四葛西小学校
- 江戸川区立第五葛西小学校
- 江戸川区立第六葛西小学校
- 江戸川区立第七葛西小学校
- 江戸川区立南葛西小学校
- 江戸川区立南葛西第二小学校
- 江戸川区立南葛西第三小学校
- 江戸川区立西葛西小学校
- 江戸川区立新田小学校
- 江戸川区立宇喜田小学校
- 江戸川区立清新第一小学校
- 江戸川区立清新ふたば小学校
- 江戸川区立臨海小学校
- 江戸川区立東葛西小学校
- 江戸川区立瑞江小学校
- 江戸川区立春江小学校
- 江戸川区立新堀小学校
- 江戸川区立下鎌田小学校
- 江戸川区立下鎌田東小学校
- 江戸川区立江戸川小学校
- 江戸川区立一之江小学校
- 江戸川区立一之江第二小学校
- 江戸川区立鹿本小学校
- 江戸川区立鹿骨小学校
- 江戸川区立鹿骨東小学校
- 江戸川区立松本小学校
- 江戸川区立本一色小学校
- 江戸川区立篠崎小学校
- 江戸川区立篠崎第二小学校
- 江戸川区立篠崎第三小学校
- 江戸川区立篠崎第四小学校
- 江戸川区立篠崎第五小学校
- 江戸川区立南篠崎小学校
- 江戸川区立鎌田小学校
- 江戸川区立小岩小学校
- 江戸川区立東小岩小学校
- 江戸川区立下小岩小学校
- 江戸川区立上小岩小学校
- 江戸川区立上小岩第二小学校
- 江戸川区立西小岩小学校
- 江戸川区立上一色南小学校
- 江戸川区立南小岩小学校
- 江戸川区立南小岩第二小学校
- 江戸川区立中小岩小学校
- 江戸川区立北小岩小学校

#### 多摩地域

##### 八王子市
- 八王子市立第一小学校
- 八王子市立第二小学校
- 八王子市立第三小学校
- 八王子市立第四小学校
- 八王子市立第五小学校
- 八王子市立いずみの森義務教育学校
- 八王子市立第七小学校
- 八王子市立第八小学校
- 八王子市立第九小学校
- 八王子市立第十小学校
- 八王子市立中野北小学校
- 八王子市立清水小学校
- 八王子市立大和田小学校
- 八王子市立小宮小学校
- 八王子市立高倉小学校
- 八王子市立宇津木台小学校
- 八王子市立横山第一小学校
- 八王子市立横山第二小学校
- 八王子市立散田小学校
- 八王子市立長房小学校
- 八王子市立船田小学校
- 八王子市立館小中学校
（小中一貫校）
- 八王子市立山田小学校
- 八王子市立椚田小学校
- 八王子市立緑が丘小学校
- 八王子市立元八王子小学校
- 八王子市立元八王子東小学校
- 八王子市立上壱分方小学校
- 八王子市立城山小学校
- 八王子市立弐分方小学校
- 八王子市立横川小学校
- 八王子市立恩方第一小学校
- 八王子市立恩方第二小学校
- 八王子市立元木小学校
- 八王子市立川口小学校
- 八王子市立陶鎔小学校
- 八王子市立上川口小学校
- 八王子市立美山小学校
- 八王子市立楢原小学校
- 八王子市立松枝小学校
- 八王子市立加住小学校
- 八王子市立由井第一小学校
- 八王子市立由井第二小学校
- 八王子市立由井第三小学校
- 八王子市立長沼小学校
- 八王子市立片倉台小学校
- 八王子市立高嶺小学校
- 八王子市立みなみ野小学校
- 八王子市立みなみ野君田小学校
- 八王子市立七国小学校
- 八王子市立浅川小学校
- 八王子市立東浅川小学校
- 八王子市立由木中央小学校
- 八王子市立由木東小学校
- 八王子市立由木西小学校
- 八王子市立鹿島小学校
- 八王子市立松が谷小学校
- 八王子市立中山小学校
- 八王子市立柏木小学校
- 八王子市立南大沢小学校
- 八王子市立宮上小学校
- 八王子市立秋葉台小学校
- 八王子市立別所小学校
- 八王子市立愛宕小学校
- 八王子市立松木小学校
- 八王子市立下柚木小学校
- 八王子市立上柚木小学校
- 八王子市立長池小学校
- 八王子市立鑓水小学校
- 八王子市立高尾山学園

##### 立川市
- 立川市立第一小学校
- 立川市立第二小学校
- 立川市立第三小学校
- 立川市立第四小学校
- 立川市立第五小学校
- 立川市立第六小学校
- 立川市立第七小学校
- 立川市立第八小学校
- 立川市立第九小学校
- 立川市立第十小学校
- 立川市立若葉台小学校
- 立川市立西砂小学校
- 立川市立新生小学校
- 立川市立南砂小学校
- 立川市立幸小学校
- 立川市立松中小学校
- 立川市立大山小学校
- 立川市立柏小学校
- 立川市立上砂川小学校

##### 武蔵野市
- 武蔵野市立第一小学校
- 武蔵野市立第二小学校
- 武蔵野市立第三小学校
- 武蔵野市立第四小学校
- 武蔵野市立第五小学校
- 武蔵野市立井之頭小学校
- 武蔵野市立大野田小学校
- 武蔵野市立境南小学校
- 武蔵野市立桜野小学校
- 武蔵野市立関前南小学校
- 武蔵野市立千川小学校
- 武蔵野市立本宿小学校

##### 三鷹市
- 三鷹市立第一小学校
- 三鷹市立第二小学校
- 三鷹市立第三小学校
- 三鷹市立第四小学校
- 三鷹市立第五小学校
- 三鷹市立第六小学校
- 三鷹市立第七小学校
- 三鷹市立大沢台小学校
- 三鷹市立高山小学校
- 三鷹市立南浦小学校
- 三鷹市立中原小学校
- 三鷹市立北野小学校
- 三鷹市立東台小学校
- 三鷹市立羽沢小学校
- 三鷹市立井口小学校

##### 青梅市
- 青梅市立第一小学校
- 青梅市立第二小学校
- 青梅市立第三小学校
- 青梅市立第四小学校
- 青梅市立第五小学校
- 青梅市立第六小学校
- 青梅市立第七小学校
- 青梅市立成木小学校
- 青梅市立河辺小学校
- 青梅市立新町小学校
- 青梅市立霞台小学校
- 青梅市立友田小学校
- 青梅市立今井小学校
- 青梅市立若草小学校
- 青梅市立藤橋小学校
- 青梅市立吹上小学校
- 青梅市立東小学校

##### 府中市
- 府中市立府中第一小学校
- 府中市立府中第二小学校
- 府中市立府中第三小学校
- 府中市立府中第四小学校
- 府中市立府中第五小学校
- 府中市立府中第六小学校
- 府中市立府中第七小学校
- 府中市立府中第八小学校
- 府中市立府中第九小学校
- 府中市立府中第十小学校
- 府中市立武蔵台小学校
- 府中市立住吉小学校
- 府中市立新町小学校
- 府中市立本宿小学校
- 府中市立白糸台小学校
- 府中市立矢崎小学校
- 府中市立若松小学校
- 府中市立小柳小学校
- 府中市立南白糸台小学校
- 府中市立四谷小学校
- 府中市立南町小学校
- 府中市立日新小学校

##### 昭島市
- 昭島市立東小学校
- 昭島市立共成小学校
- 昭島市立富士見丘小学校
- 昭島市立武蔵野小学校
- 昭島市立玉川小学校
- 昭島市立中神小学校
- 昭島市立つつじが丘小学校
- 昭島市立光華小学校
- 昭島市立成隣小学校
- 昭島市立田中小学校
- 昭島市立拝島第一小学校
- 昭島市立拝島第二小学校
- 昭島市立拝島第三小学校

##### 調布市
- 調布市立第一小学校
- 調布市立第二小学校
- 調布市立第三小学校
- 調布市立八雲台小学校
- 調布市立富士見台小学校
- 調布市立滝坂小学校
- 調布市立深大寺小学校
- 調布市立上ノ原小学校
- 調布市立石原小学校
- 調布市立若葉小学校
- 調布市立緑ヶ丘小学校
- 調布市立染地小学校
- 調布市立北ノ台小学校
- 調布市立多摩川小学校
- 調布市立杉森小学校
- 調布市立調和小学校
- 調布市立飛田給小学校
- 調布市立柏野小学校
- 調布市立国領小学校
- 調布市立布田小学校

##### 町田市
- 町田市立町田第一小学校
- 町田市立町田第二小学校
- 町田市立町田第三小学校
- 町田市立町田第四小学校
- 町田市立町田第五小学校
- 町田市立町田第六小学校
- 町田市立南大谷小学校
- 町田市立藤の台小学校
- 町田市立本町田東小学校
- 町田市立本町田小学校
- 町田市立南第一小学校
- 町田市立南第二小学校
- 町田市立南第三小学校
- 町田市立南第四小学校
- 町田市立つくし野小学校
- 町田市立小川小学校
- 町田市立成瀬台小学校
- 町田市立鶴間小学校
- 町田市立高ケ坂小学校
- 町田市立成瀬中央小学校
- 町田市立南成瀬小学校
- 町田市立南つくし野小学校
- 町田市立鶴川第一小学校
- 町田市立鶴川第二小学校
- 町田市立鶴川第三小学校
- 町田市立鶴川第四小学校
- 町田市立金井小学校
- 町田市立大蔵小学校
- 町田市立三輪小学校
- 町田市立忠生小学校
- 町田市立小山田小学校
- 町田市立忠生第三小学校
- 町田市立山崎小学校
- 町田市立小山田南小学校
- 町田市立木曽境川小学校
- 町田市立七国山小学校
- 町田市立小山小学校
- 町田市立小山ヶ丘小学校
- 町田市立相原小学校
- 町田市立大戸小学校
- 町田市立図師小学校
- 町田市立小山中央小学校

##### 小金井市
- 小金井市立小金井第一小学校
- 小金井市立小金井第二小学校
- 小金井市立小金井第三小学校
- 小金井市立小金井第四小学校
- 小金井市立東小学校
- 小金井市立前原小学校
- 小金井市立本町小学校
- 小金井市立緑小学校
- 小金井市立南小学校

##### 小平市
- 小平市立小平第一小学校
- 小平市立小平第二小学校
- 小平市立小平第三小学校
- 小平市立小平第四小学校
- 小平市立小平第五小学校
- 小平市立小平第六小学校
- 小平市立小平第七小学校
- 小平市立小平第八小学校
- 小平市立小平第九小学校
- 小平市立小平第十小学校
- 小平市立小平第十一小学校
- 小平市立小平第十二小学校
- 小平市立小平第十三小学校
- 小平市立小平第十四小学校
- 小平市立小平第十五小学校
- 小平市立花小金井小学校
- 小平市立学園東小学校
- 小平市立上宿小学校
- 小平市立鈴木小学校

##### 日野市
- 日野市立日野第一小学校
- 日野市立日野第二小学校
- 日野市立日野第三小学校
- 日野市立日野第四小学校
- 日野市立日野第五小学校
- 日野市立日野第六小学校
- 日野市立日野第七小学校
- 日野市立日野第八小学校
- 日野市立潤徳小学校
- 日野市立平山小学校
- 日野市立滝合小学校
- 日野市立南平小学校
- 日野市立旭が丘小学校
- 日野市立東光寺小学校
- 日野市立仲田小学校
- 日野市立夢が丘小学校
- 日野市立七生緑小学校

##### 東村山市
- 東村山市立化成小学校
- 東村山市立回田小学校
- 東村山市立大岱小学校
- 東村山市立秋津小学校
- 東村山市立八坂小学校
- 東村山市立萩山小学校
- 東村山市立南台小学校
- 東村山市立久米川小学校
- 東村山市立東萩山小学校
- 東村山市立青葉小学校
- 東村山市立北山小学校
- 東村山市立秋津東小学校
- 東村山市立野火止小学校
- 東村山市立久米川東小学校
- 東村山市立富士見小学校

##### 国分寺市
- 国分寺市立第一小学校
- 国分寺市立第二小学校
- 国分寺市立第三小学校
- 国分寺市立第四小学校
- 国分寺市立第五小学校
- 国分寺市立第六小学校
- 国分寺市立第七小学校
- 国分寺市立第八小学校
- 国分寺市立第九小学校
- 国分寺市立第十小学校

##### 国立市
- 国立市立国立第一小学校
- 国立市立国立第二小学校
- 国立市立国立第三小学校
- 国立市立国立第四小学校
- 国立市立国立第五小学校
- 国立市立国立第六小学校
- 国立市立国立第七小学校
- 国立市立国立第八小学校

##### 福生市
- 福生市立福生第一小学校
- 福生市立福生第二小学校
- 福生市立福生第三小学校
- 福生市立福生第四小学校
- 福生市立福生第五小学校
- 福生市立福生第六小学校
- 福生市立福生第七小学校

##### 狛江市
- 狛江市立狛江第一小学校
- 狛江市立狛江緑野小学校
- 狛江市立狛江第三小学校
- 狛江市立狛江第五小学校
- 狛江市立狛江第六小学校
- 狛江市立和泉小学校

##### 東大和市
- 東大和市立第一小学校
- 東大和市立第二小学校
- 東大和市立第三小学校
- 東大和市立第四小学校
- 東大和市立第五小学校
- 東大和市立第六小学校
- 東大和市立第七小学校
- 東大和市立第八小学校
- 東大和市立第九小学校
- 東大和市立第十小学校

##### 清瀬市
- 清瀬市立清瀬小学校
- 清瀬市立芝山小学校
- 清瀬市立第三小学校
- 清瀬市立第四小学校
- 清瀬市立第六小学校
- 清瀬市立第七小学校
- 清瀬市立第八小学校
- 清瀬市立第十小学校
- 清瀬市立清明小学校

##### 東久留米市
- 東久留米市立第一小学校
- 東久留米市立第二小学校
- 東久留米市立第三小学校
- 東久留米市立第五小学校
- 東久留米市立第六小学校
- 東久留米市立第七小学校
- 東久留米市立第九小学校
- 東久留米市立第十小学校
- 東久留米市立小山小学校
- 東久留米市立神宝小学校
- 東久留米市立南町小学校
- 東久留米市立本村小学校
- 東久留米市立下里小学校

##### 武蔵村山市
- 武蔵村山市立第一小学校
- 武蔵村山市立第二小学校
- 武蔵村山市立第三小学校
- 武蔵村山市立第四小学校
- 武蔵村山市立第七小学校
- 武蔵村山市立第八小学校
- 武蔵村山市立第九小学校
- 武蔵村山市立第十小学校
- 武蔵村山市立雷塚小学校

##### 多摩市
- 多摩市立多摩第一小学校
- 多摩市立多摩第二小学校
- 多摩市立多摩第三小学校
- 多摩市立瓜生小学校
- 多摩市立大松台小学校
- 多摩市立北諏訪小学校
- 多摩市立豊ヶ丘小学校
- 多摩市立諏訪小学校
- 多摩市立東落合小学校
- 多摩市立東寺方小学校
- 多摩市立永山小学校
- 多摩市立愛和小学校
- 多摩市立西落合小学校
- 多摩市立聖ヶ丘小学校
- 多摩市立貝取小学校
- 多摩市立南鶴牧小学校
- 多摩市立連光寺小学校

##### 稲城市
- 稲城市立稲城第一小学校
- 稲城市立稲城第二小学校
- 稲城市立稲城第三小学校
- 稲城市立稲城第四小学校
- 稲城市立稲城第六小学校
- 稲城市立稲城第七小学校
- 稲城市立向陽台小学校
- 稲城市立城山小学校
- 稲城市立長峰小学校
- 稲城市立平尾小学校
- 稲城市立若葉台小学校
- 稲城市立南山小学校

##### 羽村市
- 羽村市立羽村東小学校
- 羽村市立羽村西小学校
- 羽村市立富士見小学校
- 羽村市立栄小学校
- 羽村市立松林小学校
- 羽村市立小作台小学校
- 羽村市立武蔵野小学校

##### あきる野市
- あきる野市立東秋留小学校
- あきる野市立西秋留小学校
- あきる野市立多西小学校
- あきる野市立屋城小学校
- あきる野市立南秋留小学校
- あきる野市立草花小学校
- あきる野市立一の谷小学校
- あきる野市立前田小学校
- あきる野市立増戸小学校
- あきる野市立五日市小学校

##### 西東京市
- 西東京市立田無小学校
- 西東京市立上向台小学校
- 西東京市立芝久保小学校
- 西東京市立けやき小学校
- 西東京市立向台小学校
- 西東京市立柳沢小学校
- 西東京市立谷戸小学校
- 西東京市立谷戸第二小学校
- 西東京市立栄小学校
- 西東京市立住吉小学校
- 西東京市立中原小学校
- 西東京市立東小学校
- 西東京市立東伏見小学校
- 西東京市立碧山小学校
- 西東京市立保谷小学校
- 西東京市立保谷第一小学校
- 西東京市立保谷第二小学校
- 西東京市立本町小学校

##### 西多摩郡
瑞穂町
- 瑞穂町立瑞穂第一小学校
- 瑞穂町立瑞穂第二小学校
- 瑞穂町立瑞穂第三小学校
- 瑞穂町立瑞穂第四小学校
- 瑞穂町立瑞穂第五小学校

日の出町
- 日の出町立大久野小学校
- 日の出町立平井小学校
- 日の出町立本宿小学校

檜原村
- 檜原村立檜原小学校

奥多摩町
- 奥多摩町立古里小学校
- 奥多摩町立氷川小学校

#### 島嶼部
大島町
- 大島町立さくら小学校
- 大島町立つばき小学校
- 大島町立つつじ小学校

利島村
- 利島村立利島小学校

新島村
- 新島村立新島小学校
- 新島村立式根島小学校

神津島村
- 神津島村立神津小学校

三宅村
- 三宅村立三宅小学校

御蔵島村
- 御蔵島村立御蔵島小学校

八丈町
- 八丈町立樫立小学校
- 八丈町立三根小学校
- 八丈町立中之郷小学校
- 八丈町立大賀郷小学校
- 八丈町立末吉小学校

青ヶ島村
- 青ヶ島村立青ヶ島小学校

小笠原村
- 小笠原村立小笠原小学校
- 小笠原村立母島小学校

## 私立小学校

### 特別区

#### 千代田区
- 暁星小学校
- 白百合学園小学校
- 雙葉小学校

#### 港区
- 聖心女子学院初等科
- 東洋英和女学院小学部

#### 新宿区
- 学習院初等科

#### 文京区
- 日本女子大学附属豊明小学校

#### 品川区
- 品川翔英小学校

#### 目黒区
- トキワ松学園小学校
- 目黒星美学園小学校

#### 大田区
- 清明学園初等学校
- 文教大学付属小学校

#### 世田谷区
- 国本小学校
- 昭和女子大学附属昭和小学校
- 成城学園初等学校
- 聖ドミニコ学園小学校
- 田園調布雙葉小学校
- 東京都市大学付属小学校
- 東京農業大学稲花小学校
- 和光小学校

#### 渋谷区
- 青山学院初等部
- 慶應義塾幼稚舎
- 東京女学館小学校

#### 中野区
- 新渡戸文化小学校
- 宝仙学園小学校

#### 杉並区
- 光塩女子学院初等科
- 立教女学院小学校

#### 豊島区
- 川村小学校
- 立教小学校

#### 北区
- 聖学院小学校
- 星美学園小学校

#### 板橋区
- 淑徳小学校

#### 練馬区
- 東京三育小学校

#### 江戸川区
- 東京シューレ江戸川小学校

### 多摩地域

#### 武蔵野市
- 聖徳学園小学校
- 成蹊小学校
- 武蔵野東小学校

#### 三鷹市
- 明星学園小学校

#### 府中市
- むさしの学園小学校
- 明星小学校

#### 昭島市
- 啓明学園初等学校

#### 調布市
- 晃華学園小学校
- 桐朋小学校

#### 町田市
- 玉川学園小学部
- 和光鶴川小学校

#### 小平市
- サレジオ小学校
- 東京創価小学校

#### 国分寺市
- 早稲田大学系属早稲田実業学校初等部

#### 国立市
- 国立音楽大学附属小学校
- 国立学園小学校
- 桐朋学園小学校

#### 清瀬市
- 東星学園小学校

#### 東久留米市
- 自由学園初等部

#### 多摩市
- 帝京大学小学校

#### あきる野市
- 菅生学園初等学校